# Щърка
Щърка е защитена местност в България. Разположена е в землището на село Реселец, област Плевен.
Обхваща площ 1 ha. Обявена е на 30 декември 1977 г. с цел опазване на находище на уязвим вид – червен божур (Paeonia peregrina). Част е от защитената зона от Натура 2000 по директивата за птиците Карлуковски карст.
В защитената местност се забраняват:
- да се секат, кастрят и повреждат дърветата, както и да се късат или изкореняват всякакви растения;
- пашата на домашни животни;
- преследването на диви животни и вземане на техните малки или яйцата им, както и разрушаване на гнездата и леговищата им;
- разкриването на кариери, провеждането на минно-геоложки и други дейности, с които се повреждат или изменят както естествения облик на местността, така и на водния и режим;
- воденето на сечи, освен санитарни;
- извършването на каквото и да е строителство, освен в случаите, когато такова е предвидено в устройствения проект на защитената територия.[1]